# 목포 요금소
목포 요금소(木浦料金所, Mokpo TG)는 전라남도 무안군 일로읍 서해안고속도로 8에 위치한 서해안고속도로 본선 상의 요금소이다. 일로 나들목에서 북쪽으로 약 700m 떨어진 곳에 있다.
1998년 8월 25일 서해안고속도로의 무안 나들목에서 목포 나들목까지 23.2km 구간이 부분 개통하면서 영업을 개시했다. 부분 개통할 당시에는 개방식 요금소로 운영했지만 2001년 12월 21일 서해안고속도로가 전 구간 개통되면서 폐쇄식으로 전환했다.
2021년 11월,다차로 하이패스가 개통하면서 영업을 시작하였다.

## 연혁
- 1998년 8월 25일 : 서해안고속도로 무안 나들목에서 목포 나들목까지 구간 개통과 동시에 개방식 요금소로 영업 개시
- 2001년 12월 21일 : 서해안고속도로 전 구간 개통으로 요금소를 폐쇄식으로 전환[1]
- 2021년 7월  : 다차로 하이패스 공사
- 2021년 11월 : 다차로 하이패스 개통 및 영업 재개

## 교통량 정보
| 요금소        | 통행량 (대/일) | 통행량 (대/일) | 통행량 (대/일) | 통행량 (대/일) | 통행량 (대/일) | 통행량 (대/일) | 통행량 (대/일) | 통행량 (대/일) | 통행량 (대/일) | 통행량 (대/일) | 각주  |
| 요금소        | 2001년         | 2002년         | 2003년         | 2004년         | 2005년         | 2006년         | 2007년         | 2008년         | 2009년         | 2010년         | 각주  |
| ------------- | -------------- | -------------- | -------------- | -------------- | -------------- | -------------- | -------------- | -------------- | -------------- | -------------- | ----- |
| 목포 (폐쇄식) | 8,802          | 9,434          | 9,252          | 8,749          | 8,657          | 8,761          | 8,318          | 9,759          | 11,679         | 12,261         | [ 2 ] |
| 요금소        | 2011년         | 2012년         | 2013년         | 2014년         | 2015년         | 2016년         | 2017년         | 2018년         | 2019년         |                | [ 2 ] |
| 목포 (폐쇄식) | 12,725         | 13,473         | 14,239         | 14,563         | 15,739         | 16,608         | 17,257         | 16,922         | 17,975         |                | [ 2 ] |

## 서울 방향(상행선)
- 하이패스 전용 진출차로 : 1,2차로
- 일반 진출차로 : 3차로
- 화물차 진출차로 : 4차로
- 하이패스 표받는 곳 : 2차로

## 목포 방향(하행선)
- 하이패스 전용 진입차로 : 1,2차로
- 일반 진입차로 : 3,4,5,6 차로